# Li Leilei
Li Leilei (李雷雷T, 李雷雷S, Lǐ LéiléiP; Pechino, 30 giugno 1977) è un ex calciatore cinese, di ruolo portiere.

## Carriera
Con la Nazionale cinese ha preso parte alla Coppa d'Asia 2007, nella quale ha disputato 2 partite.